# M.I.A.
M.I.A., pseudonimo di Mathangi Arulpragasam, detta Maya (Londra, 18 luglio 1975), è una rapper, cantante e writer britannica, di origine tamil.
Il suo stile fonde elementi di hip hop, reggae, dancehall, elettronica e funk. Il suo nome d'arte, "M.I.A.", è l'acronimo di "Missing in Acton", un gioco di parole tra "Missing in action" (disperso in missione, nel gergo militare di lingua inglese) e Acton, sobborgo di Londra.
Nel 2009 ha ottenuto una candidatura agli Oscar per la migliore canzone con il brano O... Saya dalla colonna sonora del film The Millionaire, e nel medesimo anno è stata inserita nella lista delle 100 persone più influenti al mondo secondo il magazine americano TIME, nella categoria Artists & Entertainers.

## Biografia
Mathangi "Maya" Arulpragasam, figlia dell'attivista tamil Arul Pragasam, è nata a Hounslow, nell'area metropolitana di Londra, il 18 luglio 1975. A soli sei mesi torna insieme alla famiglia nello Sri Lanka. Con l'inasprirsi della guerra civile lo Sri Lanka diviene sempre più pericoloso, tanto che Maya e una parte della sua famiglia si spostano a Madras, in India. La sua famiglia versa però in ristrettezze economiche e, vista la situazione politica dello Sri lanka, le viene permesso di tornare a Londra con lo status internazionalmente riconosciuto di rifugiata.
Alla fine degli anni ottanta, Maya incomincia a imparare l'inglese e ad interessarsi alla cultura occidentale, in particolare allo hip hop e al rap. Rimane affascinata dall'atteggiamento deciso dei Public Enemy, di Big Daddy Kane, di Roxanne Shanté e degli N.W.A.. Di quel periodo ricorda: "Quelle incisioni erano basate sul ritmo: che capissi o meno la lingua, potevi comprendere la musica".
Maya, grazie al talento e alla creatività dimostrati, ottiene una borsa di studio al Central Saint Martins College of Art and Design di Londra, dove studia belle arti, cinema e video. Qui, per la prima volta, inizia a mettere insieme e a mescolare le esperienze della propria vita passata. La sua prima mostra è del 2001, all'Euphoria Shop di Portobello, nel quale fonde l'utilizzo di spray color pastello e di adesivi delle Tigri Tamil. La mostra va bene e ottiene una nomination per l'Alternative Turner Prize.

### Carriera
Gli Elastica le commissionano la copertina del loro secondo album The Menace ed un video documentario che racconti il loro imminente tour americano. Il tour fa conoscere a Maya il sequenziatore-sintetizzatore Roland MC-505 e le dà il coraggio di entrare nel campo della musica. Tornata a Londra, Maya e Frischmann comprano un 505 e lavorano ad una demo. Ne vengono fuori sei tracce, fra cui alcuni dei suoi primi successi: M.I.A. e Galang.
La demo viene notata da un'innovativa casa discografica, la Showbiz Records, che pubblica su vinile 500 copie del singolo Galang. Numerose major si accorgono del grande successo del singolo a livello underground ma è la XL Recordings (che ha già gruppi e artisti come Peaches, Dizzee Rascal, Basement Jaxx e i White Stripes) che riesce a metterla sotto contratto, concedendole il totale controllo creativo.
Galang viene ristampato. Il video accompagnatorio di Galang, nel quale compaiono sullo sfondo innumerevoli lavori di M.I.A., viene diretto da Ruben Fleischer e vede come direttore artistico la stessa Maya. Il successivo singolo Sunshowers, ottiene ancora maggior successo. Viene anche girato un video, nella giungla del sud dell'India, dall'acclamato regista Rajesh Touchriver. Ad oggi MTV si rifiuta di trasmettere il video finché i riferimenti all'OLP non saranno tolti. Maya si è sempre rifiutata di accettare.

### Arular
Visto il successo del suoi primi singoli e del suo tape, alla fine del 2004, M.I.A inizia a suonare in alcuni locali nordamericani, riuscendo a creare forti aspettative per l'album di debutto, che vede la luce nel marzo del 2005. Il successo, soprattutto a livello di critica, è immediato: Rolling Stone nomina Arular uno dei migliori album del 2005, mentre TIME Magazine lo inserisce tra i migliori dieci.

### Kala

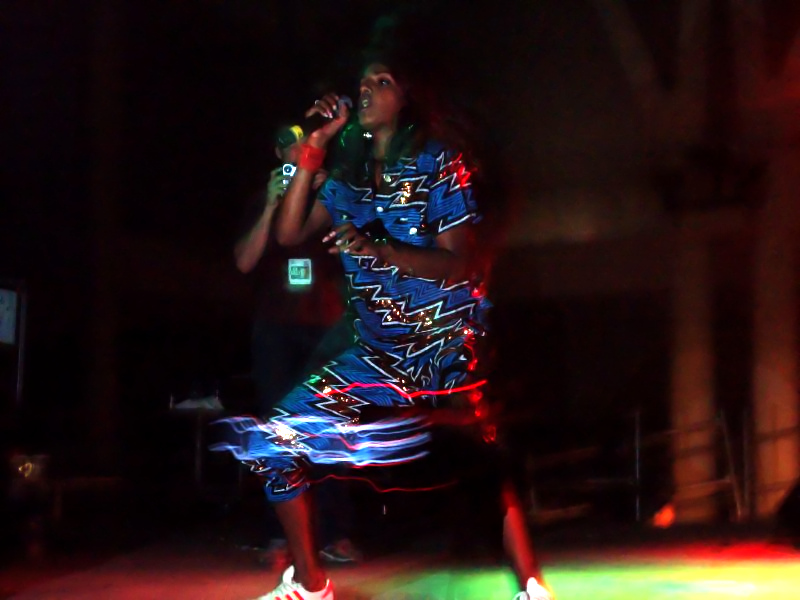
M.I.A. durante un concerto dellArular Tour

M.I.A. termina nel 2005 il suo primo tour americano, accompagnando Gwen Stefani nel suo Harajuku Lovers Tour. Il 2006 vede M.I.A. suonare in Giappone e in diversi studi discografici in giro per il mondo per la realizzazione del suo secondo album.
Il suo ritorno sulle scene avviene il 20 agosto 2006, quando viene pubblicato in tutto il mondo il suo secondo album, Kala. L'album diventa velocemente uno dei dischi più apprezzati dell'anno dalla critica: riviste come Rolling Stone e Spin lo definiscono addirittura migliore del precedente e sia Rolling Stone che Blender Magazine lo piazzano al primo posto tra i migliori album del 2007.
Anche tra il pubblico l'album riceve grandi consensi, debuttando nella prima settimana d'uscita al 22º posto nella World Albums Chart, al 3º nel iTunes Store U.S.A., al 18º nella Billboard Top 200, vendendo così, solo nella prima settimana, 29 000 copie. Dall'album vengono estratti singoli come Boyz (#7 nella Billboard Hot Singles Sales e nella Canadian Singles Chart), Birdflu (destinato al solo commercio digitale), Jimmy (#6 nella Tokio Hot 100 e #26 nella Billboard Hot Dance Club Play) e Paper Planes (#21 nella United World Singles Chart, #5 nella Canadian Singles Chart e #18 nella Belgium Top 100).
Nell'agosto del 2008, Paper Planes ha avuto un'enorme ed improvvisa risalita in termini di vendite, raggiungendo improvvisamente la Top 5 della Billboard Hot 100, cioè la classifica statunitense più famosa in assoluto, a più di 6 mesi dall'uscita, facendo tornare l'album Kala nella Top 50 del paese e facendogli raggiungere le 245 000 copie vendute solo negli Stati Uniti. Anche in Europa il singolo Paper Planes ha avuto una nuova ondata di successo durante la seconda metà del 2008, tanto che il 5 ottobre di tale anno il singolo ha raggiunto la top 50 per la prima volta. È stato realizzato anche un EP intitolato Paper Planes: Homeland Security Remixes, contenente otto remix del singolo e collaborazioni con i rappers Bun B, Rich Boy ed African Boy, il quale ha già lavorato alla track del suo secondo album intitolata Hussel. Nell'album Kala è presente anche un brano intitolato Come Around, che vanta la collaborazione del celebre produttore R&B Timbaland. Grazie a questo recente successo, M.I.A. è stata nominata ai MOBO Awards 2008, cioè i premi per la musica Soul, R&B ed Hip-Hop, per la categoria miglior cantante donna dell'anno.

### Maya

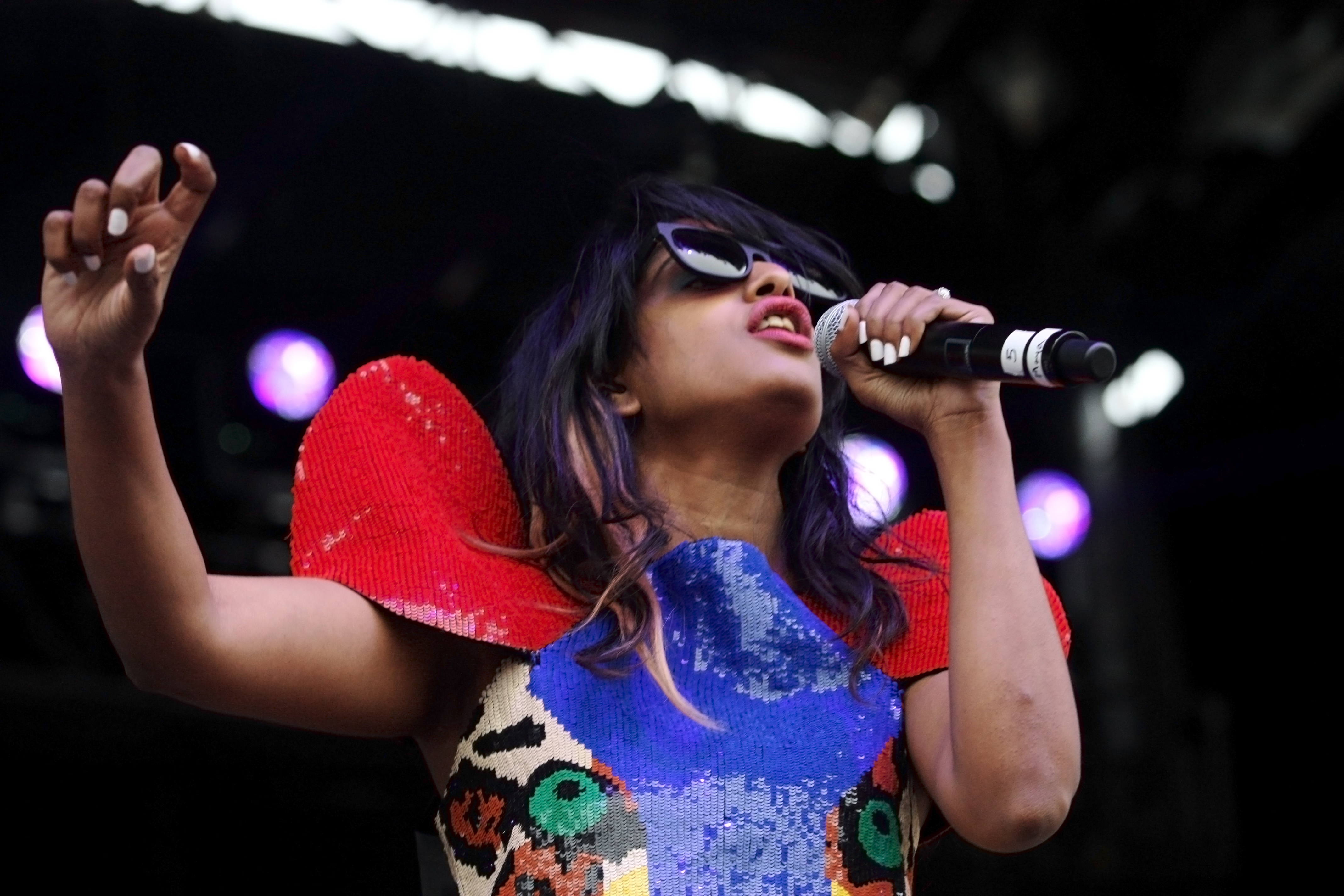
M.I.A. si esibisce all'Outside Lands Music and Arts Festival nell'agosto del 2009

Il terzo album di M.I.A, Maya, anche stilizzato in /\/\/\Y/\, è uscito nel luglio 2010: il disco contiene in gran parte canzoni caratterizzate da sound elettronici ampiamente calzati, particolarità non apprezzata dalla critica, che ha giudicato il disco in modi discordanti. Il primo singolo estratto da Maya è Born Free: il videoclip del brano è stato oggetto di critiche per i suoi contenuti violenti, oltre che per il riferimento alla Guerra civile irlandese, tanto che è stato rimosso sia da YouTube - attualmente è visibile con notevoli ristrettezze a causa dei contenuti violenti, sia dalle maggiori piattaforme di condivisione di video musicali quale, per esempio, MTV, mentre è sempre stato possibile visualizzarlo attraverso Vimeo. In seguito, oltre a Born Free, è stato pubblicato anche un altro singolo, XXXO, la cui versione remix è cantata in duetto con il noto rapper Jay-Z: il brano ha segnato il miglior piazzamento della cantante nella classifica del Regno Unito dopo Paper Planes.
Alla sua uscita l'album è divenuto il miglior piazzamento d'esordio di M.I.A nella classifica dei dischi sia negli Stati Uniti d'America che nel Regno Unito, confermando l'attenzione dell'opinione pubblica, in particolare quella statunitense, verso la cantante, che recentemente si è esibita anche allo storico programma televisivo David Letterman Show, cantando Born Free in un'eccentrica versione, con una presenza d'eccezione come Martin Rev dei Suicide, cui deve il sample — tratto da “Ghost Rider” — utilizzato nel pezzo presentato durante lo show. In seguito all'uscita del disco la cantante ha pubblicato una serie di videoclip, spesso da lei prodotti, che hanno come sottofondo i suoi brani: la diffusione è avvenuta tramite siti web appositamente creati, con strani indirizzi che in alcuni casi sono critici riferimenti ai maggiori social network della rete.

### La collaborazione con Madonna,Matangi, AIM
I primi mesi del 2012 si sono rivelati particolarmente fortunati per la cantante. Ha infatti lavorato alla realizzazione del dodicesimo album di inediti di Madonna, insieme alla quale ha inciso il primo singolo estratto Give Me All Your Luvin' (in collaborazione con Nicki Minaj) e il brano B-Day Song, inserito nella versione deluxe del disco, intitolato MDNA. Ha inoltre partecipato alla scrittura delle due canzoni. L'artista si esibisce al fianco di Madonna e di Nicki Minaj durante l'halftime show del Super Bowl 2012, in cui Madonna fa da headliner: durante lo show, M.I.A. esegue il gesto del dito medio, scatenando così innumerevoli polemiche e venendo addirittura querelata dalla NFL, società organizzatrice del grande evento sportivo.
Contemporaneamente (gennaio 2012) ha lanciato un nuovo singolo, Bad Girls, che anticipa il quarto album di inediti dell'artista.
Pubblica il videoclip del brano, diretto da Romain Gavras, per il quale riceve una nomination agli MTV Video Music Awards 2012 ed alla 55ª edizione del Grammy Award. Nel mese di maggio 2012 entra a far parte della Roc Nation di Jay-Z. Nel mese di ottobre, invece, pubblica un libro intitolato come il suo pseudonimo, ossia M.I.A. che documenta i suoi ultimi cinque anni di attività ed il lavoro sui suoi primi tre album. Il successivo album, Matangi, viene realizzato con l'ausilio di diversi musicisti e collaboratori. Dopo alcune posticipazioni (la pubblicazione del disco era prevista per metà 2013) e dopo il secondo singolo estratto, ossia Bring the Noize (giugno 2013), nel mese di novembre 2013 viene diffuso Matangi. Nella prima settimana di commercializzazione, l'album esordisce alla posizione #23 della Billboard 200. M.I.A. trae ispirazione da Matangi per realizzare un mixtape di 8 minuti per la collezione autunno/inverno 2013 della fashion house Kenzo in occasione della settimana della moda a Parigi.
Nel 2016, dopo alcuni anni di inattività, l'artista ritorna con l'album AIM, preceduto dal controverso singolo Borders: il video del brano diventa uno dei più censurati della storia a causa delle scene riguardanti temi come emigrazione e guerra. Nel video in questione M.I.A. indossa una T-Shirt del Paris Sant-Germain, motivo per il quale la società ha querelato l'artista. L'album include inoltre una collaborazione con il cantante Zayn nel brano Freedun e il brano Boom ADD, diss track contro la denuncia che aveva ricevuto in seguito alla performance al Super Bowl.

### M.I.A: La cattiva ragazza della musica
Nel 2018 M.I.A. ha pubblicato il documentario Matangi/Maya/MIA, distribuito anche nei cinema italiani con il titolo di M.I.A. - La cattiva ragazza della musica. Diretto e prodotto da Steve Loveridge, il film si incentra sulle vicende personali di M.I.A. e sulla sua carriera musicale, soffermandosi anche sulla guerra civile in Sri Lanka e sull'attivismo di M.I.A. in merito. Il film include anche del materiale girato da M.I.A. stessa durante l'adolescenza, un tempo in cui il suo sogno nel cassetto era diventare una documentarista. Nei mesi successivi, appena dopo la pubblicazione del film nel mercato digitale, l'artista ha pubblicato il video di Reload, brano a cui l'artista aveva lavorato nel 2004 ma che non era mai stato pubblicato.
Nel 2020 l'artista ha pubblicato il singolo OHMNI 202091, il primo brano in tre anni, per poi lasciare intendere di avere un sesto album in uscita. Il 25 settembre 2020 collabora con Travis Scott e Young Thug nel brano Franchise, che debutta direttamente alla numero 1 della Billboard Hot 100.

## Discografia
- 2005 – Arular
- 2007 – Kala
- 2010 – Maya
- 2013 – Matangi
- 2016 – AIM
- 2022 – Mata

## Filmografia
- M.I.A. - La cattiva ragazza della musica, regia di Steve Loveridge (2018)

## Tour
- 2005-2006 – Arular Tour
- 2007 – Kala Tour
- 2008 – People vs. Money Tour
- 2010-2011 – Maya Tour

## Riconoscimenti

### Arte
- Alternative Turner Prize (Regno Unito)
  - 2002 - Nominata - Sezione Arte - M.I.A. - Maya Arulpragasam

### Musica
- Mercury Music Prize (Regno Unito)
  - 2005 - Nominata - Sezione Album dell'anno - Arular - M.I.A
- South Bank Show Awards (Regno Unito)
  - 2006 - Nominata - Breakthrough Award - M.I.A.
- New Pantheon Music Prize (USA)
  - 2006 - Nominata - Sezione Album dell'anno - Arular - M.I.A